# Pältsasäckmal
Pältsasäckmal, Coleophora derasofasciella är en fjärilsart som beskrevs av Josef Wilhelm Klimesch 1952. Pältsasäckmal ingår i släktet Coleophora, och familjen säckmalar, Coleophoridae. Enligt den svenska rödlistan är arten starkt hotad, EN, i Sverige.  Arten hittades första gången i Sverige 1990 av Göran Palmqvist och Hans Hellberg och beskrevs då med namnet Coleophora paeltsaella som ny art för vetenskapen. Fyndplatsen var på c:a 1000 m ö h i brant sydsluttning på fjället Pältsan. Arten har senare återfunnits på samma plats och är inte känd från någon annan plats i Sverige. Arten har sedermera sammanförts med Coleophora derasofasciella Klimesch, 1952, som förekommer lokalt i Alpområden i Italien, Slovenien Tyskland och Österrike   och alpina områden i norra Ryssland. Inga underarter finns listade i Catalogue of Life.